# 啤酒烤牛肉

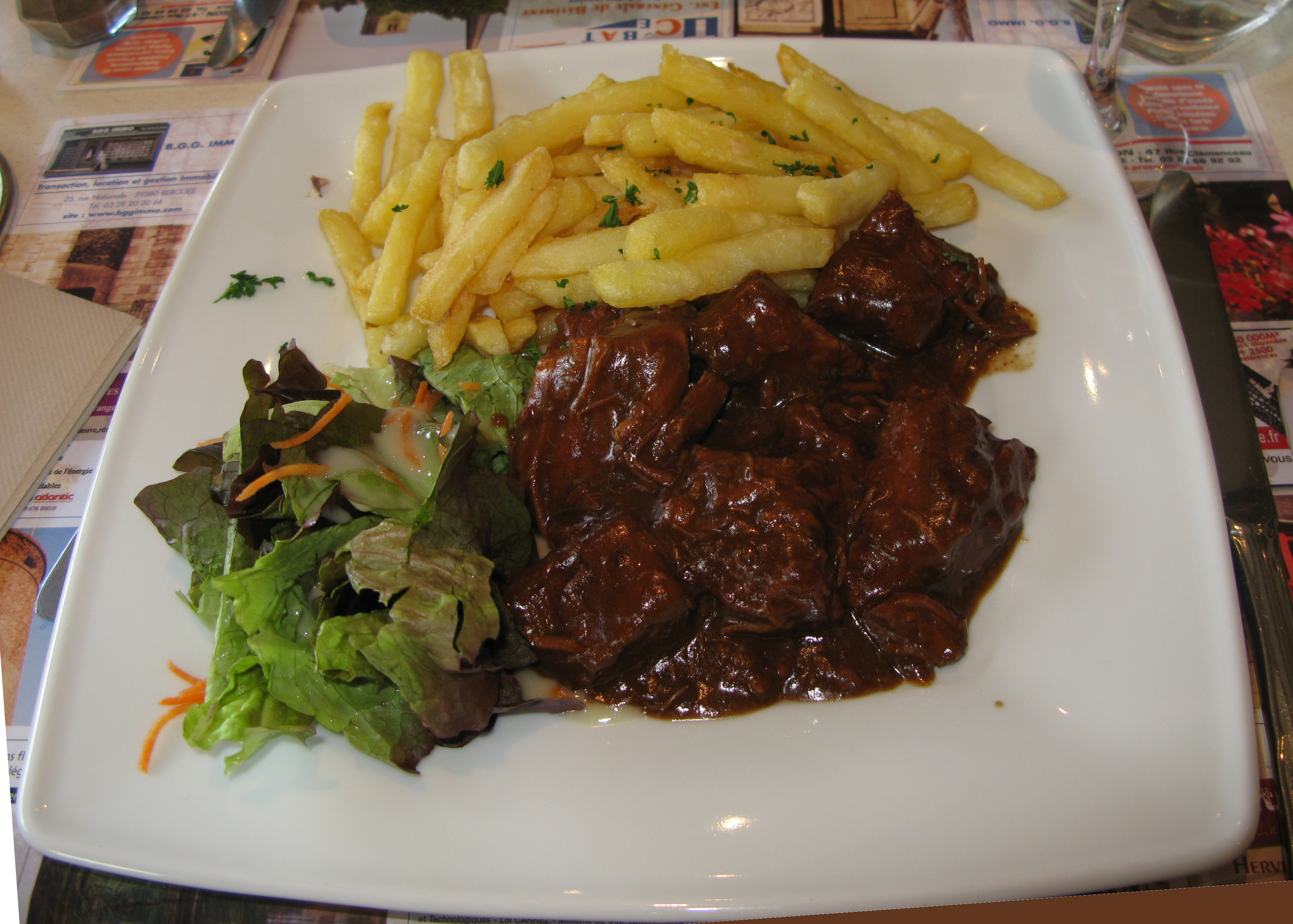

啤酒烤肉（carbonnades）是一道比利時的傳統菜餚。做法是將牛肉在啤酒中煮過之後淋上帶有甜味的醬汁和香料。啤酒烤肉經常和炸薯條一起食用。